# Madalena Schwartz
Madalena Schwartz (Budapeste, 9 de outubro de 1921- São Paulo, 25 de março de 1993) foi uma fotógrafa brasileira de origem húngara, membro do Foto Cinema Clube Bandeirante, onde se formou como fotógrafa, e da denominada Escola Paulista, junto a outros fotógrafos como Marcel Girou, José Yalenti e Gaspar Gasparian, entre outros.
O fotógrafo brasileiro Pedro Karp Vásquez batizou-a como “a grande dama do retrato de nosso país”. Madalena ficou conhecida por retratar artistas transformistas, andróginos e travestis na década de 1970 em São Paulo, incluindo Ney Matogrosso e integrantes do grupo de teatro e dança Dzi Croquettes.
Trabalhou para publicações brasileiras de grande circulação, como Íris, Planeta e Status, entre outras.

## Biografia
A família de Madalena Schwartz emigrou da Hungria a Buenos Aires em 1934, fugindo do regime nazista instaurado na época. Madalena chega ao Brasil em 1960, instalando-se na cidade de São Paulo. Durante o começo da década de 1960, Madalena administrou uma lavanderia e tinturaria na Rua Nestor Pestana, na região central de São Paulo. 
Em 1966, aos 45 anos, Madalena Schwartz começou a estudar fotografia no Foto Cine Clube Bandeirante. O interesse pela fotografia surgiu após um de seus filhos ganhar uma câmera fotográfica em um concurso. 

## Carreira
Madalena era moradora do 30º andar do Edifício Copan, no centro de São Paulo. Sua proximidade com a Praça Roosevelt e outros cenários ligados à classe teatral e boêmia paulistana influenciaram sua obra, marcada por retratos artísticos da população alternativa nos anos 1960 e 1970.
Em 1967, ganhou menção honrosa no 1º Salão Nacional de Arte Fotográfica de São Carlos, apenas um ano após começar seus estudos em fotografia no Foto Cine Clube Bandeirante. Criou em seu apartamento no Edifício Copan um estúdio improvisado com uma lona. Madalena fazia com que os personagens retratados se sentissem acolhidos e dispostos a expressar suas identidades livremente, em um momento de opressão pela Ditadura Militar. Também fotografava em teatros undergrounds, tendo acesso aos bastidores, onde podia retratar os artistas se produzindo para os espetáculos.
Durante os anos 1970, publicou retratos em publicações de grande circulação como Íris, Planeta, Claudia, Status, Vogue e Time
Em 1974, o Museu de Arte de São Paulo (Masp) abrigou a primeira exposição individual de Madalena. A fotógrafa expôs individualmente também na Pinacoteca do Estado e no Museu da Imagem e do Som. Teve seu trabalho reconhecido também em exposições internacionais na Argentina, EUA, Hungria e Japão.
Em 1983, recebeu o prêmio de fotografia da Associação Paulista de Críticos de Arte (APCA).
Dentre as figuras retratadas por Madalena Schwartz, destacam-se personalidades como Carlos Drummond de Andrade, Chico Buarque, Clarice Lispector, Elke Maravilha, Jorge Amado, Ney Matogrosso, Patrício Bisso e Sérgio Buarque de Holanda, além dos integrantes do grupo teatral Dzi Croquettes. Madalena também retratou pessoas anônimas do Norte e Nordeste do Brasil e dedicou-se aos retratos de artistas transformistas, andróginos e travestis de São Paulo.
A sua série Crisálidas, com fotografias tiradas entre 1973 e 1976, publicada em 2012, retratava travestis e transformistas do teatro underground de São Paulo. A obra revela a sintonia com outros exilados: a fotógrafa, uma imigrante judia, enquanto exilada espacial, e os sujeitos retratados, transitando entre o binarismo de gênero e entre identidades híbridas.
Dedicou-se também à escultura em seus últimos anos de vida.
O Instituto Moreira Salles adquiriu em 1998 16 mil negativos em preto e branco e 450 cromos da fotógrafa. Em 2021, o IMS organizou a mostra As Metamorfoses: Travestis e transformistas na São Paulo dos anos 70  com 112 fotografias em homenagem ao centenário de Madalena Schwartz. A mostra contou ainda com a exibição de trabalhos de outros fotógrafos que registraram as culturas transformistas e travestis na América do Sul.

## Prêmios (seleção)
- 1967. Menção honrosa no I Salão Nacional de Arte Fotográfica de São Carlos[12]
- 1969. Medalha de bronze no I Salão Nacional de Arte Fotográfica Liberdade (São Paulo)[12]
- 1971. Medalha de ouro na II Exposição Internacional de Arte Fotográfica de Cingapura[12]
- 1972. Medalha de outro na IV Exposição Internacional de Fotografia de Ceilão[12]
- 1973. Medalha de bronze no II Salão Internacional de Arte Fotográfica Liberdade (São Paulo)[12]
- 1973. Menção honrosa no II Salão Nacional de Arte Fotográfica de Nimes[12]
- 1983. Prêmio de melhor fotógrafo. APCA (Associação Paulista de Críticos de Arte)[14]

## Publicações
- Crisálidas (Editorial IMS)[15]
- Personae: fotos e faces do Brasil, Companhia das Letras, 1997[16]

## Exposições, trabalhos, prêmios (seleção)
- 2006. O contraluz na Escola Paulista, Foto Cinema Clube Bandeirante, São Paulo
- 2007. Fragmentos: Modernismo na fotografia brasileira. Galeria Bergamin, São Paulo e Rio de Janeiro

### Individuais nacionais
- 1974 - Museu de Arte de São Paulo, SP
- 1975 - 24 pintores brasileiros e suas obras, Museu de Arte de São Paulo, SP
- 1983 - O rosto brasileiro, Museu de Arte de São Paulo, SP
- 1992 - Retrospectiva, Pinacoteca do Estado de São Paulo, SP
- 1997 - As crisálidas, Museu da Imagem e do Som, SP

### Individuais internacionais
- 1983 - Frick Fine Arts Gallery, Pittsburgh, EUA.
- 1983 - The Photo Center Gallery, New York University Tisch School of Arts, Nova York, EUA.
- 1984 - Stanford Museum of Art. Standford, Califórnia, EUA.
- 1984 - Martin Luter King Memorial Library. Washington, DC, EUA.
- 1984 - Art Gallery. University of Florida. Gainesville, Flórida, EUA.
- 1984 - Museo Nacional de Arte Decorativo. Palacio Errazuri. Buenos Aires, Argentina.
- 1988 - Brazil Arcok, Pataky Korgaléria. Budapeste, Hungria.
- 1990 - Brazilian Faces, Expo 90, Pavilhão do Brasil. Osaka, Japão.
- 1993 - Paseo de la Recoleta. Buenos Aires, Argentina.